# 梁迥
梁迥（928年—986年），博州聊城县（治今山东省聊城市）人，五代後周至北宋时期将领。
他年轻时为吏部小史。後周柴荣被封为晋王，梁迥在左右供职。柴荣即位为周世宗，梁迥任殿直。转供奉官，累進左藏庫使。
宋太祖趙匡胤将要征伐後蜀，命令梁迥监秦州戍兵。平定後蜀，改任监霸州兵，转宮苑使。参与征伐北漢，归還后担任沁州兵馬部署聶章的监軍。北漢軍来侵，梁迥与閻彦進率軍击退北漢軍，以功转東上閤門使。開宝五年（972年）担任广南道兵馬都监，兼諸州巡检。
開宝八年（975年）出使南唐。他贪财图利，南唐对他盛情接待，連日宴会作乐，不舍得归国，人们都笑话他。趙匡胤决意出征南唐，梁迥与潘美、劉遇先赴荊南進軍，梁迥護行营步兵、左厢战棹，与南唐軍在采石之战获胜。南唐平定后，以功为順州团练使。
開宝九年（976年）宋太宗即位，梁迥判四方館事，率禁軍驻守泽州。太平興国三年（978年），吴越国钱弘俶入朝，梁迥到淮州、泗州迎接出慰劳。夏，汴水決口，派梁迥征发畿内丁男三千人护堤塞口。太平興国四年（979年），宋軍征討北漢，梁迥担任行营前軍馬步軍都监，攻打太原城，身受流矢四处，继续奋战。北漢平定后，和孟昶之子孟玄喆、崔翰驻守定州，以功为引進使。
太平興国五年（980年），与潘美在三交築并州城。太平興国七年（982年），李继迁在宋朝西北边境作乱，梁迥率軍保卫銀州、夏州。太平興国八年（983年），召還，改任唐州防禦使。
雍熙二年（985年），李继迁誘殺都巡检使曹光实，再次扰乱宋朝西北边境。梁迥被召還，担任銀夏都巡检使，再次驻守銀州、夏州。雍熙三年（986年）夏，在銀州官舍去世。享年五十九岁。他的儿子是梁廷翰。